# خنزير ثؤلولي صحراوي
الخنزير الثؤلولي الصحراوي (الاسم العلمي: Phacochoerus aethiopicus) هو نوع من جنس الخنزير الثؤلولي (الاسم العلمي: Phacochoerus)، ينتمي إلى ذلك الجنس أيضًا النوع المعروف باسم الخنزير الثؤلولي الشائع (الاسم العلمي: Phacochoerus africanus)، وينتشر في إفريقيا وبالضبط في شمال كينيا والصومال وربما في جيبوتي وإثيوبيا.